# Phiale bicuspidata
Phiale bicuspidata là một loài nhện trong họ Salticidae.
Loài này thuộc chi Phiale. Phiale bicuspidata được Frederick Octavius Pickard-Cambridge miêu tả năm 1901.